# Simon & Garfunkel
Сајмон и Гарфанкел (енгл. Simon & Garfunkel) је био амерички фолк рок дует који се састојао од кантаутора Пола Сајмона и певача Арта Гарфанкела. Они су били једни од најпопуларнијих извођача током 1960-их и постали иконе контракултуре у деценији социјалне револуције, уз уметнике као што су Битлси и Боб Дилан. Њихови највећи хитови, "The Sound of Silence" (1964/1965), "Mrs. Robinson" (1968), "Bridge over Troubled Water" (1969) и "The Boxer" (1969), су достигли број један на сингл листама широм света. Њихов често буран однос довео је до уметничких несугласица, што је резултирало у њиховом распаду у 1970. Њихов последњи студијски снимак, Bridge over Troubled Water, био је њихов најуспешнији, постаје један од најпродаванијих светских албума. Од њиховог разлаза 1970. они су se ујединили у неколико наврата, најпознатији 1981. за "концерт у Сентрал парку", који је привукао више од 500.000 људи, седми концерт по броју посетилаца у историји.
Упознали су се још као деца у Квинсу, Њујорк, 1953. године, где су научили да се "усагласе" и почели да пишу оригинални материјал. До 1957. године, под именом Tom & Jerry, тинејџери су имали свој први мањи успех са "Hey Schoolgirl", песму којом су имитирали своје идоле, браћу Еверли. Након тога, овај дуо се разишао, а Сајмон је имао неуспешне соло снимке. 1963, свесни све већег јавног интереса за народну музику, они су направили групу и потписали за на Коламбија рекордс као Сајмон & Гарфанкел. Њихов деби, Wednesday Morning, 3 A.M., продавао се лоше, а они су се опет разишли; Сајмон се вратио соло каријери, овај пут у Енглеској. Ремикс песме "The Sound of Silence" је пуштан широм на САД АМ радијима 1965. године, достигавши број један на Билборд Хот 100. Сајмон & Гарфанкел су се поново "окупили", издају свој други студијски албум The Sound of Silence и крећу на националну турнеју. На њиховом трећем издању, Parsley, Sage, Rosemary and Thyme (1966), дуо је преузео већу креативну контролу. Њихова музика је била у филму из 1967. "Дипломац", дајући им додатну промоцију.  Bookends (1968), њихов следећи албум, био је на врху Билборд 200 листе и укључио #1 сингл "Mrs. Robinson" из филма. Након распада 1970, после изласка Bridge over Troubled Water, обојица су наставили снимање, Сајмон издаје велики број високо признатих албума, укључујући и 1986. је Graceland. Гарфанкел је кратко јурио глумачку каријеру, са водећим улогама у два филма Мајка Николса, Catch-22 и Carnal Knowledge, и у Николас Роеговом филму из 1980. Bad Timing.
Критичар Ричи Унтербергер је описао Сајмона и Гарфанкела као "најуспешнији фолк-рок дуо 1960-их" и један од најпопуларнијих уметника те деценије у целини. Они су освојили 10 Греми награда и примљени су у Рокенрол кућу славних 1990. Њихов Bridge over Troubled Water албум је номинован 1977. за "Брит награду за најбољи међународни албум" и рангиран је # 51 на Ролинг стоунове листе "500 најбољих албума свих времена".

## Историја

### 1953–1956: Ране године
Пол Сајмон и Арт Гарфанкел су одрасли током 1940-их и 1950-их у свом претежно јеврејском насељу Кју Гарденс Хилс у Квинсу у Њујорку, три блока један од другог. Похађали су исте школе: Јавну школу 164 у Кју Гарденс Хилсу, Парсонс јуниорску средњу школу и Форест Хилс средњу школу. Они су били фасцинирани музиком; обојица су слушали радио и били су одушевљени рокенролом како се појавио, посебно Еверли браћом. Сајмон је први пут приметио Гарфанкела када је Гарфанкел певао у емисији талената у четвртом разреду, што је Сајмон сматрао да је добар начин да привуче девојчице; надао се пријатељству, које је почело 1953. године, када су се појавили у адаптацији Алисе у земљи чуда у шестом разреду. Оформили су уличну ду-воп групу под називом Пептони са три пријатеља и научили да се хармонизују. Почели су да наступају као дуо на школским игранкама.
Сајмон и Гарфанкел су се преселили у средњу школу Форест Хилс, где су 1956. написали своју прву песму „The Girl for Me“; Сајмонов отац је послао руком писану копију у Конгресну библиотеку да би регистровао ауторско право. Док су покушавали да се сете текста песме Еверли браће „Hey Doll Baby”, написали су „Hey Schoolgirl”, коју су снимили за 25 долара у Сандерсовом тонском студију на Менхетну. Током снимања чуо их је промотер Сид Просен, који их је изнајмио за своју независну издавачку кући Биг Рекордс након разговора са њиховим родитељима. Обојица су имали 15 година.

### 1957–1964: Од Тома и Џерија и раних снимака
Под Биг Рекордсом, Сајмон и Гарфанкел су преузели име Том & Џери; Гарфанкел је себе назвао Том Граф, што указује на његово интересовање за математику, а Сајмон Џери Ландис, по презимену девојке са којом је излазио. Њихов први сингл, „Hey Schoolgirl”, објављен је са Б-страном „Dancin' Wild” 1957. године. Просен је, користећи пејола систем, подмитио ДЈ-а Алана Фрида да за 200 долара да пусти сингл у његовој радио емисији, где је постао главна ноћна атракција. Нумера „Hey Schoolgirl” је привукла редовну ротацију на националним АМ поп станицама, што је довело до тога да је продато у преко 100.000 примерака и песма је доспела на Билбордове листе на 49. место. Просен је у великој мери промовисао групу, чиме су заузели место на American Bandstand Дика Кларка заједно са Џеријем Ли Луисом. Сајмон и Гарфанкел су зарадили око 4.000 долара од песме – зарађујући по два процента од тантијема, а остатак је остао Просену. Они су издали су још два сингла за Биг Рекордсом („Our Song” и „That's My Story”) али они нису били успешни.

## Дискографија

### Студијски албуми
- Wednesday Morning, 3 A.M. (1964)
- Sounds of Silence (1966)
- Parsley, Sage, Rosemary and Thyme (1966)
- Bookends (1968)
- Bridge over Troubled Water (1970)

### Албуми уживо
- The Concert in Central Park (1982)
- Live from New York City, 1967 (2002)
- Old Friends: Live on Stage (2004)
- Live 1969 (2008)

### Музика за филм
- The Graduate (1968, у сарадњи са Дејвом Грузином)

### Компилацијски албуми
- Simon and Garfunkel's Greatest Hits (1972)
- The Simon and Garfunkel Collection: 17 of Their All-Time Greatest Recordings (1981)
- Tales from New York: The Very Best of Simon & Garfunkel (2000)
- The Essential Simon and Garfunkel (2003)

### Комплети
- Collected Works (1981)
- Old Friends (1997)
- The Columbia Studio Recordings (1964–1970) (2001)
- The Collection: Simon & Garfunkel (2007)
- Simon & Garfunkel: The Complete Albums Collection (2014)